# Shenzhou (pojazd kosmiczny)

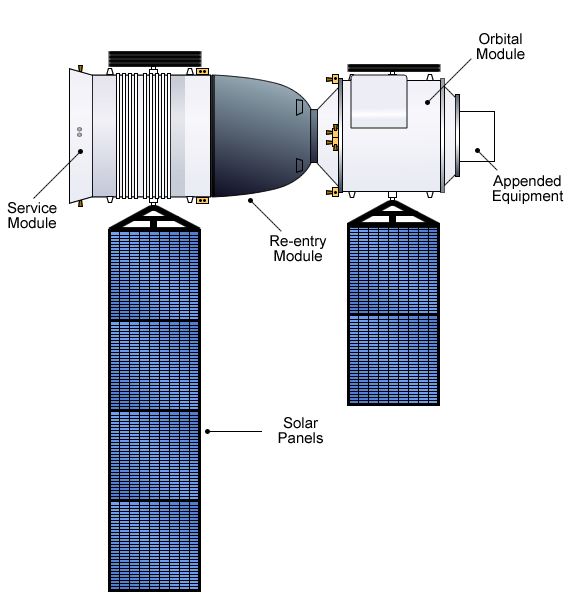
Schemat pojazdu Shenzhou (wersja przed misją Shenzhou 8)

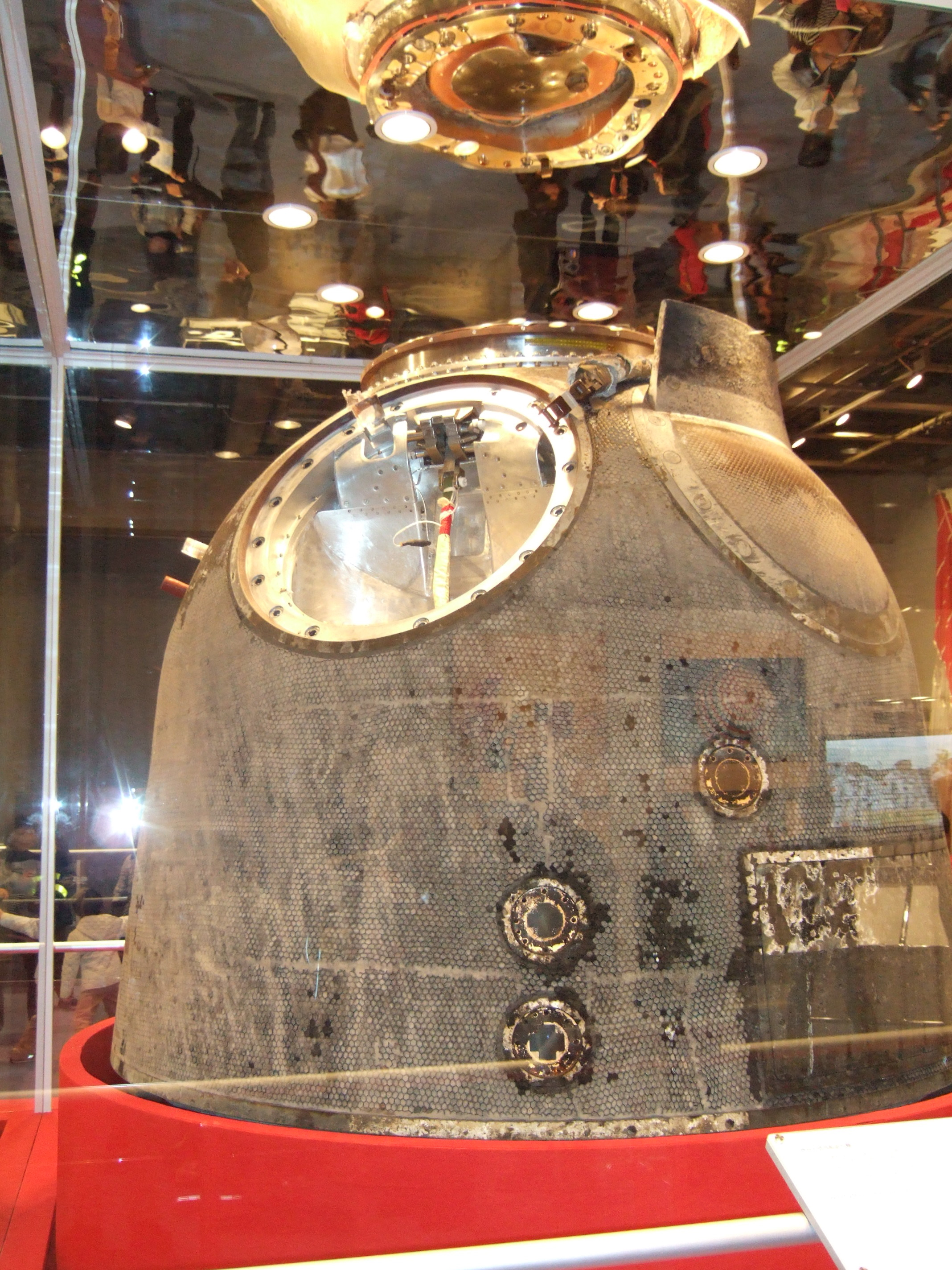
Moduł dowodzenia statku Shenzhou 7 (2008)

Shenzhou (chiń. 神舟; pinyin Shénzhōu) – seria chińskich załogowych statków kosmicznych. Stanowiły one podstawę początkowej fazy chińskiego programu załogowego, obecnie pełnią rolę statków transportujących załogi do chińskich stacji orbitalnych Tiangong.

## Budowa

Obecnie eksploatowane załogowe statki kosmiczne

Statek jest pod względem konstrukcyjnym zbliżony do rosyjskich (do 1991 r. radzieckich) statków Sojuz-TM. Składa się z trzech części: kabiny, przedziału silnikowego i przedziału orbitalnego. Może zabrać na pokład 3 członków załogi. Wynoszenie na orbitę odbywa się przy użyciu rakiet Chang Zheng 2F (Długi Marsz 2F).
Moduł dowodzenia (powrotny) znajduje się w centralnej części statku i może pomieścić maksymalnie trzech astronautów. Kapsuła ma wysokość 2,50 m, średnicę u podstawy 2,52 m i masę 3240 kg. Wnętrze o objętości 6 m³ wyposażone jest w rozkładane fotele, pulpity sterownicze, systemy nawigacji i łączności oraz kontroli środowiska. Na szczycie kapsuły znajduje się właz o średnicy 70 cm. Dwa niewielkie iluminatory o średnicy po 30 cm umożliwiają widok na zewnątrz. U podstawy umieszczona jest osłona termiczna o masie 450 kg chroniąca lądownik podczas hamowania w atmosferze. Lądownik zaopatrzony jest w system spadochronów (spadochron główny ma powierzchnię 1200 m²) oraz 4 rakiet hamujących, które łagodzą uderzenie o grunt podczas lądowania.
Moduł orbitalny znajduje się z przodu modułu dowodzenia. Stanowi go cylindryczna kabina ciśnieniowa o długości 2,80 m, średnicy 2,25 m i masie 1500 kg. Wnętrze o objętości 8 m³ służy astronautom jako dodatkowe pomieszczenie robocze. Widok na zewnątrz umożliwia iluminator o średnicy 48 cm. Właz o średnicy 80 cm może służyć astronautom do wyjścia w otwartą przestrzeń kosmiczną. U podstawy 70 cm właz łączy kabinę z modułem dowodzenia. Moduły pojazdów w misjach samodzielnych (do lotu Shenzhou 7) zaopatrzone były w parę paneli ogniw słonecznych o powierzchni 12,2 m² oraz własne systemy nawigacyjne i napędowe dzięki czemu mogły kontynuować samodzielny lot bezzałogowy trwający ponad 6 miesięcy. Wyposażenie modułu zmienia się w zależności od celów misji. W dotychczasowych lotach składało się między innymi ze sprzętu zwiadu radioelektronicznego i kamer zwiadowczych. Od misji SZ-8 człon orbitalny jest zaopatrzony w węzeł cumowniczy, dzięki któremu Shenzhou może łączyć się z drugim statkiem lub stacją kosmiczną. Sam moduł może służyć jako ministacja orbitalna lub jako dodatkowy element większej stacji.
Moduł napędowy (serwisowy) umieszczony jest z tyłu kabiny lądownika. Jego długość wynosi 2,94 m, średnica 2,50 m w części centralnej i 2,80 m u podstawy, masa 3000 kg. Zespół napędowy składa się z 4 silników głównych o ciągu 2500 N każdy służących m.in. do wykonania manewru zejścia z orbity oraz z mniejszych silników korekcyjnych (8 po 150 N i 16 po 5 N ciągu każdy). Zbiorniki członu zawierają 1000 kg materiałów pędnych. Znajdują się tu też systemy kontroli środowiska i układy zasilania w energię statku. Para paneli ogniw słonecznych o całkowitej rozpiętości 17 m ma powierzchnię 24,5 m². Moduł napędowy oddziela się od lądownika podczas powrotu na Ziemię i ulega zniszczeniu w atmosferze.

## Dane techniczne
| Shenzhou                 | Cały pojazd | Przedział silnikowy | Kabina załogowa | Przedział orbitalny |
| ------------------------ | ----------- | ------------------- | --------------- | ------------------- |
| Masa całkowita (kg)      | 7800        | 3000                | 3200            | 1500                |
| Długość (m)              | 8,65        | 2,94                | 2,06            | 2,80                |
| Średnica (m)             | 2,80        | 2,50                | 2,50            | 2,25                |
| Pojemność użyteczna (m3) | 14,0        | 0                   | 6,0             | 8,0                 |

## Wykaz misji w ramach programu Shenzhou
W ramach programu Shenzhou były przeprowadzane misje zarówno bezzałogowe jak i załogowe. Zanim doszło do pierwszego lotu załogowego, przeprowadzono cztery loty testowe w latach 1999-2003 (Shenzhou 1, 2, 3 i 4). W pierwszych trzech lotach załogowych (Shenzhou 5, 6 i 7) brali udział astronauci należący do pierwszej, 14-osobowej grupy chińskich astronautów, sformowanej w 1996 roku. W 2011 roku rozpoczęto realizację programu Tiangong, w ramach którego przeprowadzono w 2011 roku lot bezzałogowy (Shenzhou 8), po którym planowane są regularne, w odstępach około roku, misje załogowe (począwszy od Shenzhou 9).
| Nazwa misji | Data startu | Data lądowania | Czas trwania                | Załoga                                          | Uwagi                                                                                             |
| ----------- | ----------- | -------------- | --------------------------- | ----------------------------------------------- | ------------------------------------------------------------------------------------------------- |
| Shenzhou 1  | 19.11.1999  | 20.11.1999     | 21 godz. 11 min             | –                                               | –                                                                                                 |
| Shenzhou 2  | 09.01.2001  | 16.01.2001     | 6 dni 18 godz. 22 min       | –                                               | –                                                                                                 |
| Shenzhou 3  | 25.03.2002  | 01.04.2002     | 6 dni 18 godz. 36 min       | –                                               | –                                                                                                 |
| Shenzhou 4  | 29.12.2002  | 05.01.2003     | 6 dni 18 godz. 36 min       | –                                               | –                                                                                                 |
| Shenzhou 5  | 15.10.2003  | 15.10.2003     | 21 godz. 22 min 45 s        | Yang Liwei                                      | Pierwszy chiński lot załogowy                                                                     |
| Shenzhou 6  | 12.10.2005  | 16.10.2005     | 4 dni 19 godz. 32 min 46 s  | Fei Junlong (dow.) Nie Haisheng                 | Test możliwości pracy w kosmosie                                                                  |
| Shenzhou 7  | 25.09.2008  | 28.09.2008     | 2 dni 20 godz. 27 min 35 s  | Zhai Zhigang (dow.) Liu Boming Jing Haipeng     | Pierwsze wyjście w otwarty kosmos                                                                 |
| Shenzhou 8  | 31.10.2011  | 17.11.2011     | 16 dni 13 godz. 34 min      | –                                               | Cumowanie do modułu Tiangong 1                                                                    |
| Shenzhou 9  | 16.06.2012  | 29.06.2012     | 12 dni 15 godz. 25 min 24 s | Jing Haipeng (dow.) Liu Wang Liu Yang           | Cumowanie i przejście do modułu Tiangong 1                                                        |
| Shenzhou 10 | 11.06.2013  | 26.06.2013     | 14 dni 14 godz. 29 min      | Nie Haisheng (dow.) Zhang Xiaoguang Wang Yaping | Powtórzenie zadań misji Shenzhou 9.                                                               |
| Shenzhou 11 | 17.10.2016  | 18.11.2016     | 32 dni 6 godz. 29 min       | Jing Haipeng (dow.) Chen Dong                   | Cumowanie i przejście do modułu Tiangong 2; długotrwały pobyt na pokładzie laboratorium (~30 dni) |

## Planowane loty
- Shenzhou 12 – lot załogowy, ok. 2021 r., połączenie ze stałą stacją orbitalną Tiangong.